# Pseudeusemia decocta
Pseudeusemia decocta là một loài bướm đêm trong họ Geometridae.